# Safi Airways
A Safi Airways Co. (Pashto   ; em persa: خطوط هوایی صافی)  foi a primeira e maior companhia aérea privada do Afeganistão. A companhia aérea tinha sede em Shahr-e-Naw, Cabul, Afeganistão.

## História

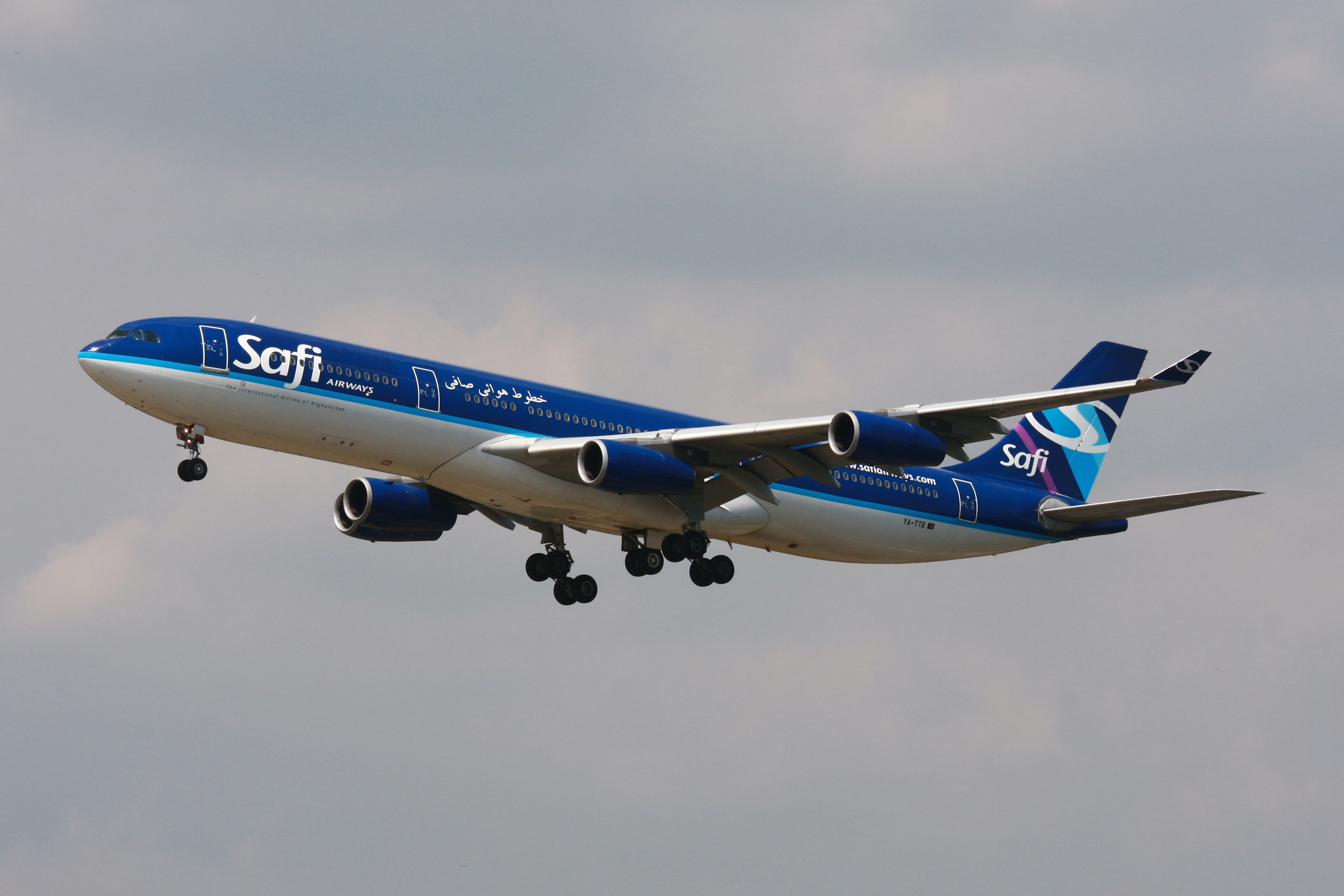
Airbus A340-300 da Safi Airways com as cores da Air Comet em 2010

A Safi Airways foi fundada como subsidiária da Safi Group e em 2006 por seu presidente e CEO, Ghulam Hazrat Safi. Em 15 de junho de 2009, a Safi Airways iniciou as operações entre a capital afegã, Cabul, e o Aeroporto de Frankfurt, na Alemanha. No entanto, este serviço foi suspenso em 24 de novembro de 2010 devido a uma proibição da União Europeia de todas as transportadoras afegãs voar para a Europa e, desde então, nunca foi retomada.
Em 5 de novembro de 2009, a Safi Airways recebeu um Airbus A340-300, que foi desativado após a suspensão da rota de Frankfurt devido à proibição da União Europeia. Em 2011, a Safi Airways substituiu seus Boeing 737-300 por aeronaves Airbus A32-. Eles pretendiam adquirir um Airbus A330 para rotas de longo curso em 2016 que, no entanto, não aconteceu.
Desde fevereiro de 2012, a Safi Airways é a primeira companhia aérea afegã a operar em conformidade com os requisitos da Agência Europeia para a Segurança da Aviação (EASA), IOSA (IATA Operational Safety Audit) e ICAO (International Civil Aviation Organization). Em 2015 a Safi Airways apresentou Bahari Ibaadat Miss Afeganistão 2014 em sua revista Inflight.
Em 5 de setembro de 2016, as autoridades afegãs forçaram a Safi Airways a suspender todas as operações devido a dívidas não pagas.

## Frota

### Frota atual

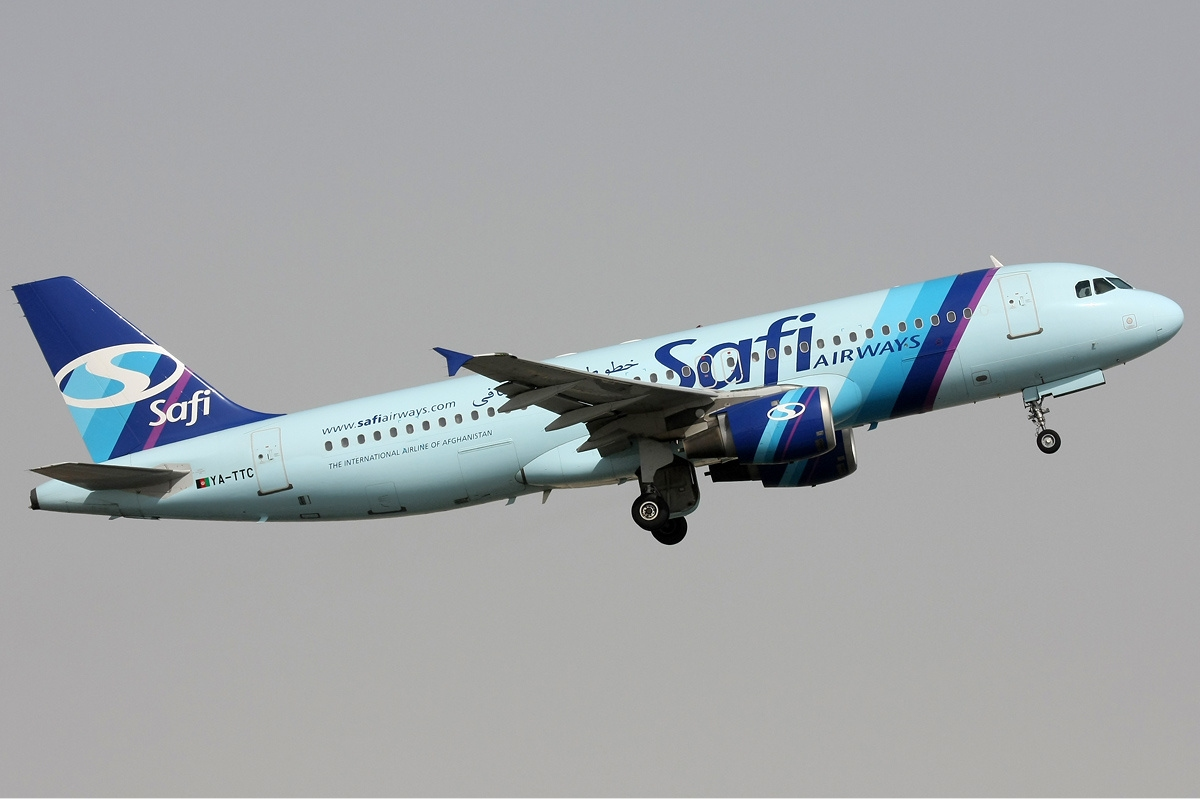
Airbus A320-200 da Safi Airways

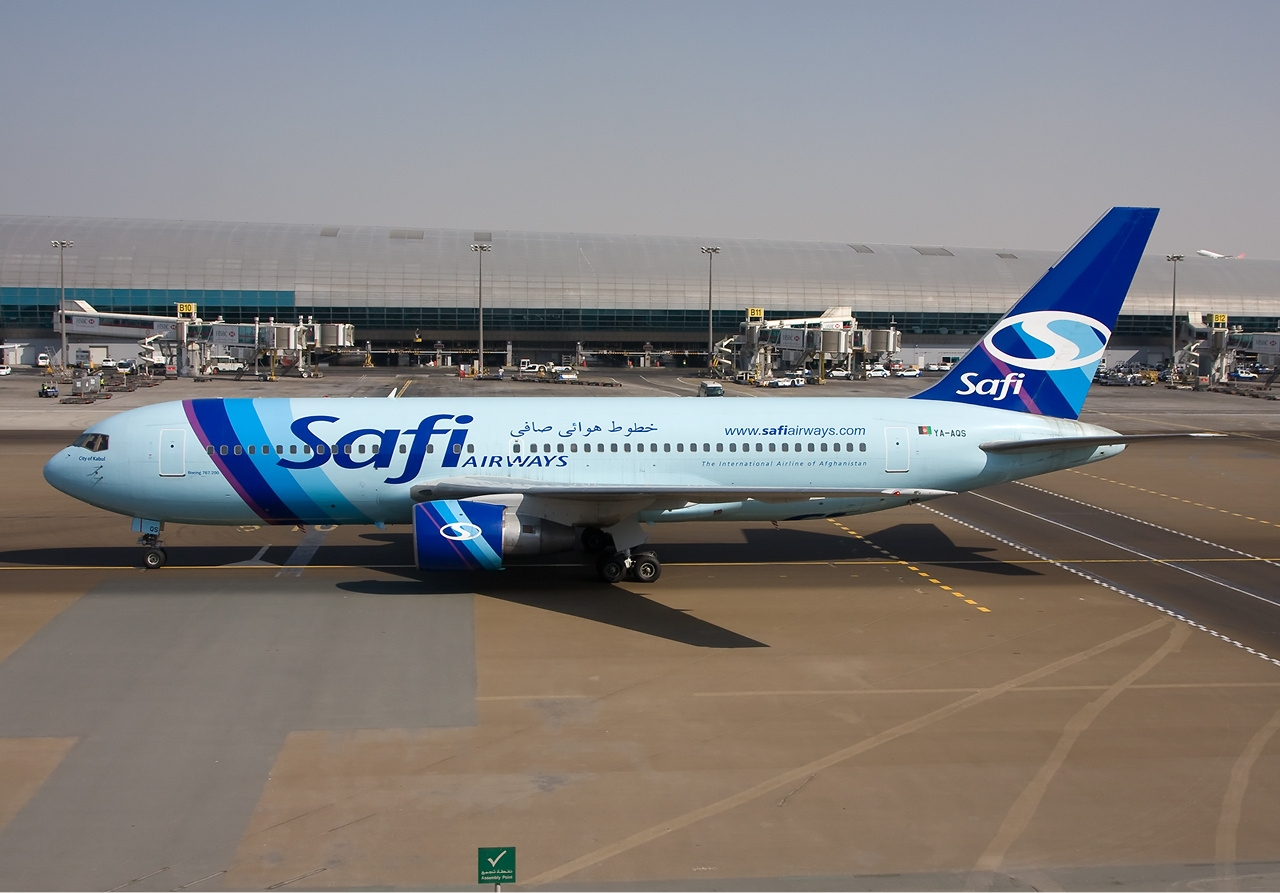
Boeing 767-200ER da Safi Airways

Em outubro de 2016, a frota da Safi Airways consistia nas seguintes aeronaves:
| Aeronaves        | Na Frota | Ordens | Notas |
| ---------------- | -------- | ------ | ----- |
| Airbus A320-200  | 8        | –      |       |
| Boeing 767-200ER | 7        | –      |       |
| Total            | 15       | 0      |       |

### Frota Histórica
Safi Airways operava anteriormente as seguintes aeronaves:
| Aeronaves       | Introduzido | Retirado | Notas |
| --------------- | ----------- | -------- | ----- |
| Airbus A319-100 | 2013        | 2017     |       |
| Airbus A340-300 | 2009        | 2015     |       |
| Boeing 737-300  | 2008        | 2017     |       |
| Boeing 737-400  | 2016        | 2018     |       |
| Boeing 757-200  | 2012        | 2018     |       |
| Airbus A330-200 | 2017        | 2018     |       |
| Airbus A340-600 | 2017        | 2018     |       |
| Boeing 777-300  | 2017        | 2018     |       |